# Falsimohnia anderssoni
Falsimohnia anderssoni é uma espécie de lesma marinha, um molusco gastrópode da família Buccinidae. Originalmente havia sido categorizada no gênero Bela.